# Saint-Julien-du-Sault
Saint-Julien-du-Sault ist eine französische Stadt mit 2.202 Einwohnern (Stand: 1. Januar 2022) im Département Yonne in der Region Bourgogne-Franche-Comté. Sie gehört zum Arrondissement Sens und zum Kanton Joigny. Die Einwohner werden Saltusiens genannt.

## Geographie
Saint-Julien-du-Sault liegt an der Yonne. Umgeben wird Saint-Julien-du-Sault von den Nachbargemeinden Villeneuve-sur-Yonne im Norden und Nordosten, Armeau im Osten und Nordosten, Villevalier im Osten und Südosten, Cézy im Süden und Südosten, La Celle-Saint-Cyr im Süden, Précy-sur-Vrin im Südwesten, Verlin im Westen und Südwesten sowie Bussy-le-Repos im Westen und Nordwesten.

## Geschichte
Seit der Eisenzeit sind für die Gemeinde Siedlungen nachgewiesen. Die archäologischen Untersuchungen haben ergeben, dass sich hier ein gallisches Oppidum befand, das im 2. Jahrhundert vor Christus aufgegeben wurde. Mit der Schule des Johanniterordens wurden die mittelalterlichen Schulen abgelöst.

### Bevölkerungsentwicklung
| 1962 | 1968 | 1975 | 1982 | 1990 | 1999 | 2006 | 2012 | 2018 |
| ---- | ---- | ---- | ---- | ---- | ---- | ---- | ---- | ---- |
| 1785 | 1856 | 2123 | 2067 | 2161 | 2347 | 2339 | 2366 | 2292 |

## Sehenswürdigkeiten
- Menhir
- Kirche Saint-Pierre
- Kapelle La Maladrerie
- Kapelle Vauguillain
- Kapelle Saint-Nicolas
- Haus des Erzbischofs

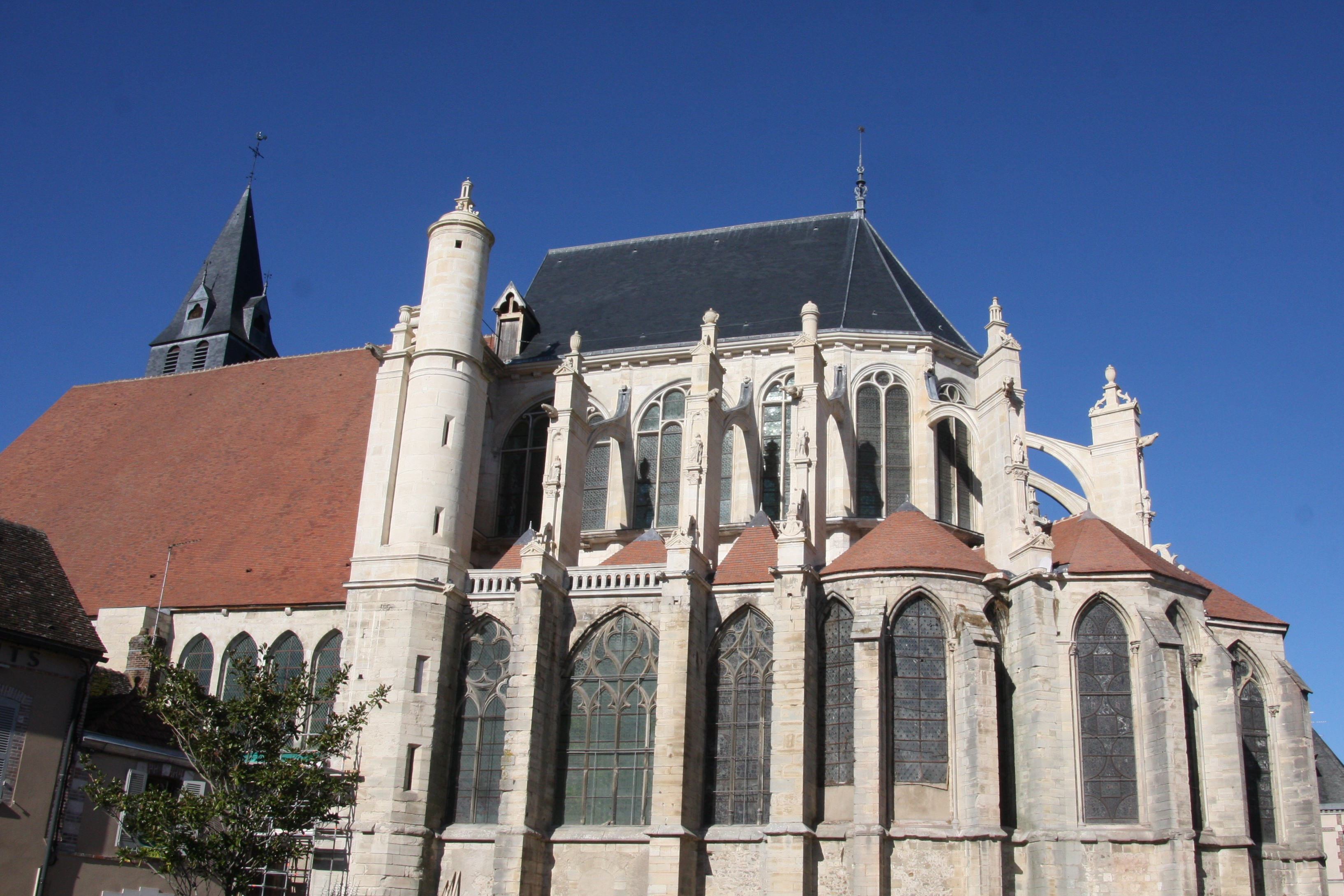
Kirche Saint-Pierre

- Reste der früheren Befestigung des Ortes (insbesondere des Torturms)
- Schlossruine Vauguillain mit Kapelle Saint Julien
- Mühle Bodard
- Haus des Gouverneurs, Paul de Fonfrède

### Orgel der Stiftskirche Saint-Pierre

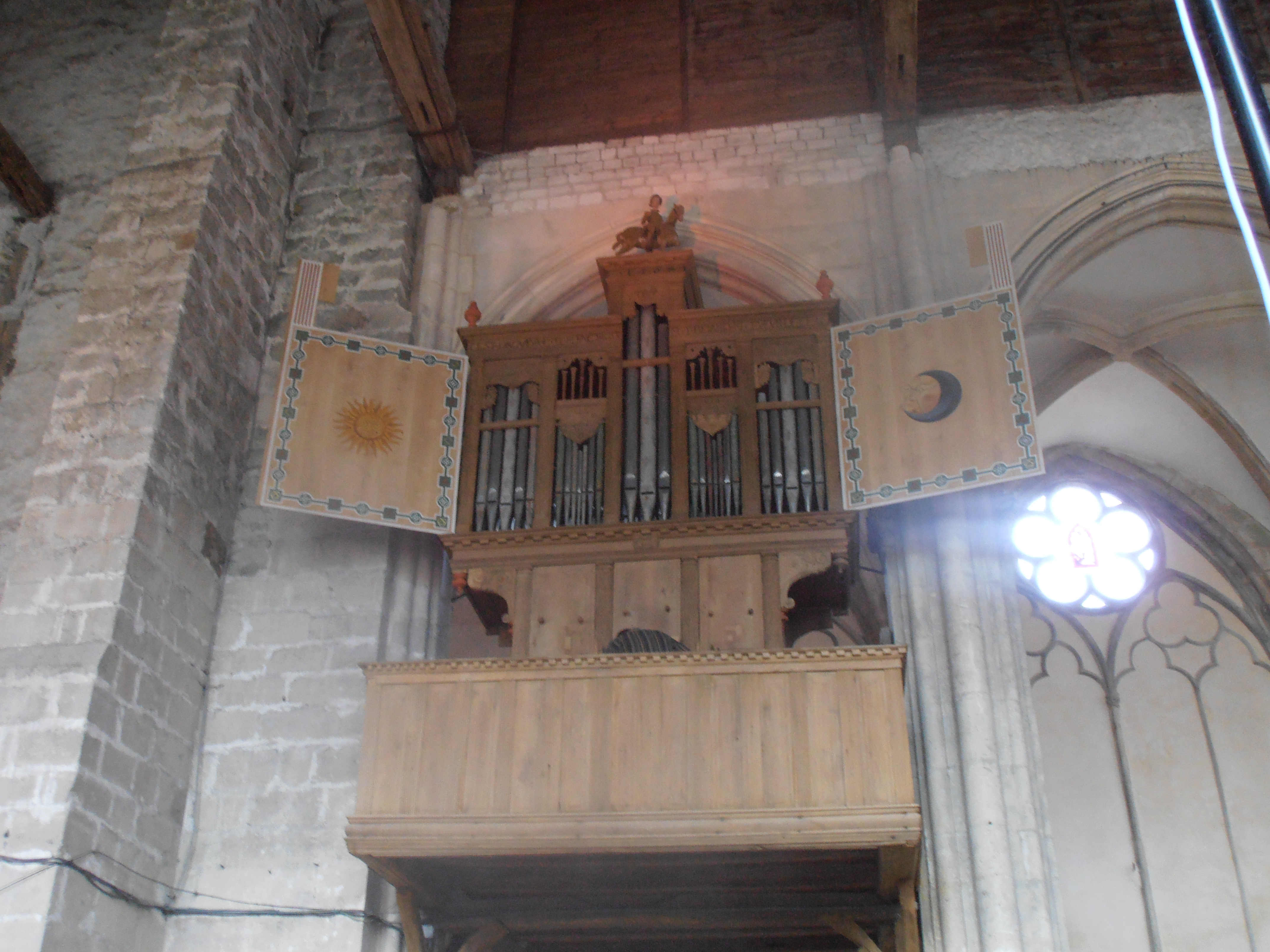
Renaissance-Orgel von 1568 der Stiftskirche Saint-Pierre

Die Stiftskirche Saint-Pierre besitzt eine Orgel von 1568. Es ist eine der wenigen erhaltenen Renaissance-Orgeln und eine der ältesten Orgeln Frankreichs. Sie ist auf einer kleinen Holzempore an der Nordwand des Hauptschiffs in der Nähe des Haupteingangs aufgestellt. Julien Tribuot fügte 1695 eine Trompete und ein Echowerk ab f1 mit einem Cornet hinzu. Um 1750 führte Pierre Crochu Reparaturen aus. 1843 erfolgte ein erneuter Umbau, bei dem das Echowerk wieder verschwand. Nachdem die Kirche um 1914 eine Chororgel von Louis Debierre erhalten hatte, wurde die Renaissance-Orgel kaum noch genutzt. 2011 wurde das Instrument von Bertrand Cattiaux restauriert und der Originalzustand rekonstruiert. Bei der Restaurierung wurden gotische Pergamente zur Abdichtung von Holzpfeifen entdeckt. Die Mechanik ist direkt an die Ventile angehängt und besitzt kein Wellenbrett. Das Instrument verfügt über 11 Register auf einem Manual.
| Manual FGA–g2g3 |                      |       |
| 1.              | Monstre              | 8′    |
| 2.              | Flustres             | 8′    |
| 3.              | Octave               | 4′    |
| 4.              | Flustres d’Allemagne | 4′    |
| 5.              | Nazard               | 2 ⁄3′ |
| 6.              | Double Octave        | 2′    |
| 7.              | Double Flustre       | 2′    |
| 8.              | Petit Nazard         | 1 ⁄3′ |
| 9.              | Fiffres              | 1′    |
| 10.             | Cornetz V            |       |
| 11.             | Trompettes B+D       | 8′    |

- Tremblant doux
- Rossignol
- Terzenreine Mitteltönige Stimmung bei a1 = 414 Hz.

Die Orgel besitzt sowohl einen sehr ungewöhnlichen Manualumfang als auch eine auffallende Teilung in Bass und Diskant zwischen e1 und f1.

## Persönlichkeiten
- Rose de Freycinet (1794–1832), Weltreisende
- Robert Lesbounit (1904–1989), Zeichner und Bildhauer (Atelier in Saint-Julien-du-Sault)